# 四神湯
四神湯（ス－シェンタン）は台湾の薬膳料理。夏に定番となっているスープである。
豚モツ（小腸）と4種類の漢方の実が入った乳白色の薬膳スープ。
疲れた時や消化不良の時などに食べられる。お腹の働きを調えて水の巡りを促進し、熱中症や暑気あたりなどにも効果があるとされる。
四神湯は20世紀になって台湾で考案された料理であり、四臣湯と呼ばれていた料理が起源である。
四臣湯は、16世紀に清の乾隆帝が江南を行幸していた時に、同行していた四人の臣下が蒸し暑さと疲労で次々と倒れたが、同行の御侍医が芡実（けんじつ、オニバスの種子）、蓮子、淮山（わいざん、ナガイモやヤマノイモの担根体）、茯苓と豚モツを煮込んだスープを処方して飲ませたところ、四人はすぐに治った。そこで、乾隆帝はこのスープに「四臣湯」と名付けた。スープはやがて民間に伝わり、慢性疲労や消化不良、暑気あたりなどの薬として使われていた。
台湾においては発音が似ている「四神湯」と呼ばれるようになった。
四神湯は、芡実、蓮子、淮山、薏苡仁の4種の食材と豚モツを煮込んだスープとなっている。